# Albert Ebossé Bodjongo
Albert Dominique Ebossé Bodjongo Dika (* 6. Oktober 1989 in Douala; † 23. August 2014 in Tizi Ouzou, Algerien) war ein kamerunischer Fußballspieler.

## Leben
Ebossé wurde 1989 in der Metropole Douala geboren und wuchs in Kumba in der Provinz Sud-Ouest auf.

## Karriere

### Verein
Ebossé startete seine Karriere beim Patrol FC of Mile 4 in Limbé. Im Sommer 2007 ging er zur Njalla Quan Sports Academy. Er spielte ein halbes Jahr für NQSA, dann wechselte er zum Meister Cotonsport Garoua. Ebossé spielte zwei Jahre in Garoua und wurde 2010 mit dem Verein Meister, bevor er zu Unisport Bafang ging. Bei Bafang erreichte er 2011 das Pokalfinale des Cameroonian Cup, verlor jedoch 3:0 gegen seinen ehemaligen Verein Cotonsport Garoua. Anschließend wechselte Ebossé zum Douala Athlétic Club, wo er in zehn Spielen neun Tore erzielte. Diese Treffsicherheit brachte ihm im April 2012 einen Vertrag beim malaysischen Club Perak FA ein. Er erzielte dort elf Tore in 16 Spielen und wechselte im Sommer 2013 nach Algerien zur JS Kabylie. Er wurde in seiner ersten Saison mit 17 Toren Torschützenkönig der Ligue Professionnelle 1.

### Nationalmannschaft
Ebossé absolvierte von 2009 bis 2014 sechs Länderspiele für Kameruns B-Nationalmannschaft (Spieler von Teams aus den einheimischen Ligen) und 2009 einige Spiele für die U-20 Kameruns.

## Tod
Am 23. August 2014 wurde Ebossé kurz nach dem Spiel JS Kabylie gegen USM Algier von einem aus dem Fanblock des Stadion 1. November 1954 geworfenen Gegenstand getroffen und schwer am Kopf verletzt. Er brach mit einem Schädelhirntrauma bewusstlos auf dem Platz zusammen und wurde in ein Krankenhaus in Tizi Ouzou gebracht, wo er am späten Abend seinen schweren Kopfverletzungen erlag.